# Pea Ridge (Arkansas)
Pea Ridge is een plaats (city) in de Amerikaanse staat Arkansas, en valt bestuurlijk gezien onder Benton County.

## Demografie
Bij de volkstelling in 2000 werd het aantal inwoners vastgesteld op 2346.
In 2006 is het aantal inwoners door het United States Census Bureau geschat op 3979, een stijging van 1633 (69,6%).

## Geografie
Volgens het United States Census Bureau beslaat de plaats een oppervlakte van
10,6 km², geheel bestaande uit land. Pea Ridge ligt op ongeveer 453 m boven zeeniveau.

## Plaatsen in de nabije omgeving
De onderstaande figuur toont nabijgelegen plaatsen in een straal van 16 km rond Pea Ridge.